# Krystyna Pawłowska (architekt)
Krystyna Zofia Pawłowska (ur. 7 października 1945 w Krakowie) – polska architekt, emerytowana profesor na Wydziale Architektury Politechniki Krakowskiej, specjalizująca się w architekturze krajobrazu, projektowaniu terenów zielonych i partycypacji społecznej w gospodarce przestrzennej.

## Biografia naukowa
Od 1969 r. pracowała na Politechnice Krakowskiej, w Instytucie Architektury Krajobrazu. Doktoryzowała się na PK w 1979, tamże habilitowała w 1997 roku. Od 2011 jest profesorem tytularnym. W latach 1997–1998 równolegle pracowała w Miejskiej Pracowni Planowania Przestrzennego w Warszawie, a w 1998–2000 na Wydziale Zarządzania i Komunikacji Społecznej Uniwersytetu Jagiellońskiego. Obecnie wykłada na Politechnice Krakowskiej architekturę krajobrazu oraz geografię na Uniwersytecie Jagiellońskim. Jej praca dydaktyczna dotyczy przedmiotów projektowych z zakresu architektury krajobrazu oraz partycypacji społecznej w gospodarce przestrzennej. Jej wkładem w rozwój uczelni krakowskich jest udział w tworzeniu Instytutu Spraw Publicznych na Wydziale Zarządzania i Komunikacji Społecznej UJ oraz współorganizowanie kierunku Architektura Krajobrazu na Wydziale Architektury PK. Pawłowska współpracowała z ośrodkami naukowymi we Francji, Słowacji, Wielkiej Brytanii i Chorwacji. W latach 2007–2010 jako profesor wizytujący i polski kierownik polsko-japońskiego projektu badawczego, współpracowała z Osaka City University i Uniwersytetem w Chibie. Była założycielką i przez 10 lat prezesem Stowarzyszenia Miłośników Witraży Ars Vitrea Polona. Jest członkiem Międzynarodowej Rady Ochrony Zabytków i Miejsc Historycznych (ICOMOS), wchodzi w skład zarządu Komisji Krajobrazu Kulturowego Polskiego Towarzystwa Geograficznego oraz jest członkiem Komisji Urbanistyki i Architektury Oddziału PAN w Krakowie.

## Praca naukowa i dorobek projektowy
Pawłowska jest autorką ok. 150 publikacji naukowych i 7 książek. W początkowym okresie jej prace koncentrowały się wokół zagadnień architektury krajobrazu, w tym różnych form jego ochrony i kształtowania. Była m.in. głównym projektantem Żywieckiego Parku Krajobrazowego, który został założony w 1986. Kolejnym przedmiotem jej zainteresowań była idea swojskości w architekturze, która była tematem jej rozprawy habilitacyjnej (2001). Począwszy od 2000 r. podstawowym kierunkiem jej pracy jest tworzenie polskiego modelu partycypacji społecznej w gospodarce przestrzennej. Temu tematowi poświęciła liczne publikacje, w tym książkę pt. Przeciwdziałanie konfliktom wokół ochrony i kształtowania krajobrazu (2008) oraz prowadzony przez nią projekt badawczy zakończony publikacją zbiorową pt. Zanim wybuchnie konflikt (2010). Ponadto dla nowo powstającego kierunku Architektury Krajobrazu opracowała oryginalny program dydaktyczny przedmiotów humanistycznych, zintegrowanych z projektowaniem (przedmioty: Percepcja krajobrazu, Komunikacja społeczna, Zarządzanie krajobrazem). Największe zrealizowane osiągnięcia projektowe Pawłowskiej to: Park Dębnicki w Krakowie (jako główny projektant, 2002) oraz Park na Wzgórzu Zamkowym w Będzinie (2013). Projektuje też witraże, w tym serię 10 witraży w XIX-wiecznym kościele św. Rocha w Osieku.

## Książki autorskie i redakcje prac zbiorowych
- Witraże w kamienicach krakowskich z przełomu wieków XIX i XX, Księgarnia Akademicka, Kraków 1994.
- Idea swojskości w urbanistyce i architekturze miejskiej, Wydawnictwo Politechniki Krakowskiej, Kraków 1996, wyd. rozszerzone 2001.
- Dziedzictwo polskiej sztuki witrażowej (red. wraz z J. Budyn-Kamykowską), wyd. Stowarzyszenia Miłośników Witraży, Kraków 2000.
- Architektura krajobrazu a planowanie przestrzenne (red.), Wydawnictwo Politechniki Krakowskiej, Kraków 2001.
- Polska sztuka witrażowa (red. wraz z J. Budyn-Kamykowską), wyd. Stowarzyszenia Miłośników Witraży, Kraków 2002.
- Ochrona dziedzictwa kulturowego; zarządzanie i partycypacja społeczna (współautorka M. Swaryczewska), Wydawnictwo Uniwersytetu Jagiellońskiego, Kraków 2002.
- Przeciwdziałanie konfliktom wokół ochrony i kształtowanie krajobrazu, Partycypacja społeczne, debata publiczna, negocjacje, Wydawnictwo Politechniki Krakowskiej, Kraków 2008.
- Krajobraz kulturowy Japonii, praca zbiorowa, Czasopismo Techniczne, zeszyt specjalny pod red. K. Pawłowskiej Wydawnictwo Politechniki Krakowskiej, Kraków 2010.
- Zanim wybuchnie konflikt. Idea i metody partycypacji społecznej w ochronie krajobrazu i kształtowaniu przestrzeni (wraz z K. Staniewską i in.), t. I Dlaczego?, t. II Jak?, Fundacja Partnerstwo dla Środowiska, Kraków 2010.